# Brejakovići
Brejakovići (cyr. Брејаковићи) – wieś w Bośni i Hercegowinie, w Republice Serbskiej, w mieście Sarajewo Wschodnie, w gminie Sokolac. W 2013 roku liczyła 218 mieszkańców.